# Лагорс (Ардеш)
Лаго́рс (фр. Lagorce, окс. Lagòrça) — коммуна во Франции, находится в регионе Рона — Альпы. Департамент коммуны — Ардеш. Входит в состав кантона Валлон-Пон-д’Арк. Округ коммуны — Ларжантьер.
Код INSEE коммуны — 07126.
Название Лагорс (Lagorce) происходит от галльского слова Gortia, что означает «терновый» или «колючий кустарник».

## Население
Население коммуны на 2008 год составляло 934 человека.
| 1962 | 1968 | 1975 | 1982 | 1990 | 1999 | 2008 |
| ---- | ---- | ---- | ---- | ---- | ---- | ---- |
| 417  | 488  | 507  | 602  | 706  | 700  | 934  |

## Экономика
Основу экономики составляют виноградарство, туризм и разведение тутового шелкопряда.
В 2007 году среди 562 человек в трудоспособном возрасте (15—64 лет) 385 были экономически активными, 177 — неактивными (показатель активности — 68,5 %, в 1999 году было 67,3 %). Из 385 активных работали 327 человек (182 мужчины и 145 женщин), безработных было 58 (25 мужчин и 33 женщины). Среди 177 неактивных 31 человек были учениками или студентами, 85 — пенсионерами, 61 были неактивными по другим причинам.

## Фотогалерея
- Лагорс
- Памятник погибшим в Первой мировой войне
- Карта коммуны